# Fighter (Tali-Lied)
Fighter (englisch für „Kämpferin“) ist ein Popsong mit englisch- und französischem Text, der von Tali Golergant, Ana Zimmer, Dardust, Manon Romiti und Silvio Lisbonne geschrieben wurde. Mit dem Titel vertrat Golergant unter ihrem Künstlernamen Tali Luxemburg beim Eurovision Song Contest 2024 in Malmö. Mit Fighter kehrte das Land nach einer Auszeit von 31 Jahren zum Wettbewerb zurück.

## Hintergrund
Am 11. Dezember 2023 wurden die Teilnehmer des Luxembourg Song Contest 2024, der luxemburgischen Vorentscheidung für den Eurovision Song Contest vorgestellt, unter denen sich auch Tali befand. Der Wettbewerbstitel wurde zu einem späteren Zeitpunkt veröffentlicht. Die Show selbst fand am 27. Januar 2024 statt. Tali trat mit Startnummer 8 von insgesamt acht Beiträgen auf. Mit einer Punktzahl von 184 gewann sie schlussendlich die Show.

## Inhaltliches
Laut Tali stehe der Titel für die Momente im Leben, durch die man sich kämpfen musste und nicht aufgeben durfte. Ihr eigener Umzug nach New York sei Inspiration für Fighter gewesen, da sie viele Rückschläge erlitten habe, aber zu sich selbst gesagt hat, weiterzumachen.
Der Text ist zweisprachig; nämlich in Französisch und Englisch. Die Strophen sind in Französisch, während der Refrain in beiden Sprachen gesungen wird. Die Bridge ist vollständig in Englisch. Eine Besonderheit ist die gleichlautende Tonfolge im Post-Refrain, die dreimal wiederholt wird, ehe sie mit der Zeile „Et voilà“ aufgelöst wird.

## Veröffentlichung
Der Titel wurde am 9. Januar 2024 veröffentlicht, am 12. Januar erschien er als Musikstream.

## Beim Eurovision Song Contest
Mit dem Titel qualifizierte sich Luxemburg auf dem letzten Startplatz im ersten Halbfinale des Eurovision Song Contest 2024, das am 7. Mai 2024 stattfand. Es erreichte mit 117 Punkten den 5. Platz im Halbfinale. Für das Finale, das am 11. Mai 2024 stattfand, wurde ihm der 4. Startplatz zugeteilt. Er erreichte mit insgesamt 103 Punkten den 13. Platz. Davon entfielen 83 Punkte auf die Jurys, wo der Titel auf dem 11. Platz lag, und 20 Punkte auf die Zuschauer, wo er den 17. Platz belegte.